# 廣東新語

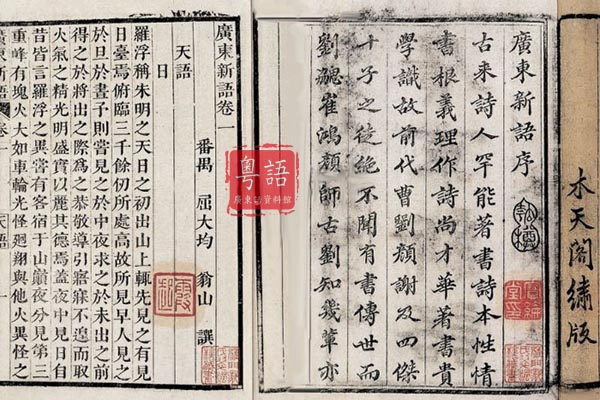
廣東新語

《廣東新語》是清代筆記，全書二十八卷，可視為一部描述廣東的百科全書。

## 歷史沿革
作者在書中多號稱“屈子”，“屈子曰”，成書於康熙十七年（1678年），是屈大均《屈沱五書》之一。康熙二十六年（1687年）刻。有康熙三十九年（1700年）木天閣原刻本。

## 內容架構
《廣東新語》共二十八卷，即〈天語〉、〈地語〉、〈山語〉、〈水語〉、〈石語〉、〈神語〉、〈人語〉、〈女語〉、〈事語〉、〈學語〉、〈文語〉、〈詩語〉、〈藝語〉、〈食語〉、〈貨語〉、〈器語〉、〈宫語〉、〈舟語〉、〈墳語〉、〈禽語〉、〈獸語〉、〈鱗語〉、〈介語〉、〈蟲語〉、〈木語〉、〈香語〉、〈草語〉、〈怪語〉等。
屈大均欲補《廣東通志》之不足，體例又有別於方志，凡嶺南之天文地理、風土人情等無所不言，如〈天語〉具體記述颶風、風候、雷風、冬雷、陽雷等氣候變化，又如書中記“廣西有一留人石，廣東有一望夫山”之諺語係指“廣東之賈，多贅於廣西而不返，其怨婦皆以此石留人，西望而詛祝之。”